# سيارة الزهور

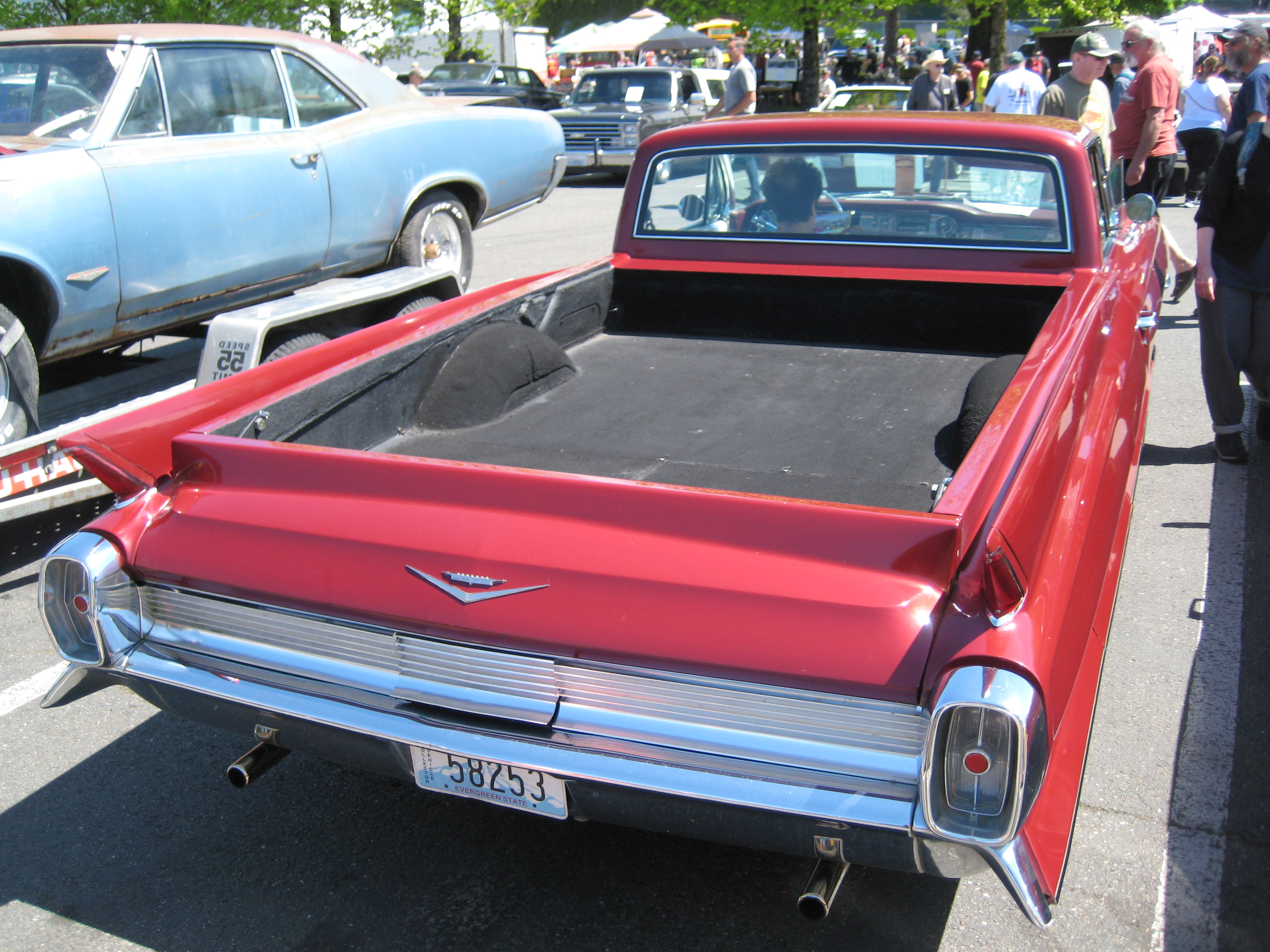
سيارة زهور.

تعد سيارة الزهور نوعا من أنواع المركبات المستخدمة في مجال الجنازات في الولايات المتحدة الأمريكية. تستخدم لنقل الزهور إلى خدمة الدفن أو احيانا لحمل التابوت تحت مفرش من زهور. بنيت على نفس الهيكل بشكل عربة، تمتاز سيارة الزهور بارتفاع يماثل نصف ارتفاع الجزء الخلفي لسرير شاحنة بيك اب. يحتوي السريرعلى بطانة لتثبيت الازهار، تصنع عادة من الفولاذ المقاوم للصدأ. تمتلك بعض سيارات الزهور غطاء سفلي مرتفع ومسطح فوق السرير من الناحية العليا حيث يتم وضع الزهور. ويصمم احيانا الجزء المركزي للصعود والنزول هيدروليكيا أو يدويا. ان كانت سيارة الزهور مصممة لحمل كفن، فسيتم تخزينه تحت غطاء المقعد الخلفي في المساحة المتواجدة في الاسفل وراء البوابة الخلفية.
في السنوات الأولى لصناعة السيارات، استخدمت السيارات الفاخرة ذات السقف المكشوف لهذا الغرض، ولكن عندما أصبحت السيارات المغلقة هي النموذج الغالب، بدأ استخدام مركبات بنيت خصيصا لهذا المغزى منذ حوالي ثلاثينيات القرن الماضي. لم يكن يمتلك كل منظم من منظمي الجنازات مثل هذه السيارة حيث كانت تعتبر سلعة فارهة تقدم كخيار بتكلفة اضافية للجنازات الفاخرة. كانت الكميات المصنعة قليلة، حيث تشير التقديرات ان اقل من اثني عشر سيارة تم تصنيعها في العام الواحد من قبل صناع السيارات في سوق الجنازات
لا تزال سيارات الزهور تصنع، ولكن باعداد متناقصة. تعتبر سيارات الزهور القديمة قابلة للاقتناء نظرا لندرتها وخصوصا من قبل هواة جمع العربات والسيارات المحترفة